# Mastim

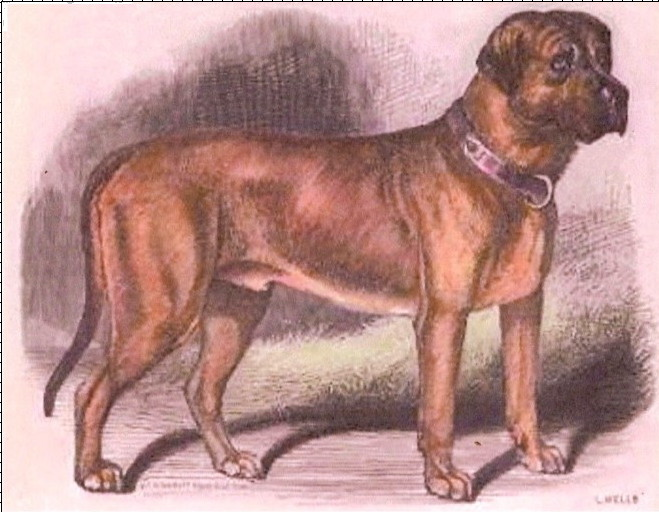
Mastim inglês, ilustração de 1859

Mastim (em inglês:  Mastiff) é uma categoria de cães que engloba raças de porte grande a gigante e estrutura molossóide com aptdião para guardar rebanhos e/ou propriedades.
 

O termo mastim pode ser usado também como um sinônimo de molosso, embora nem todos os molossos sejam classificados como mastins.

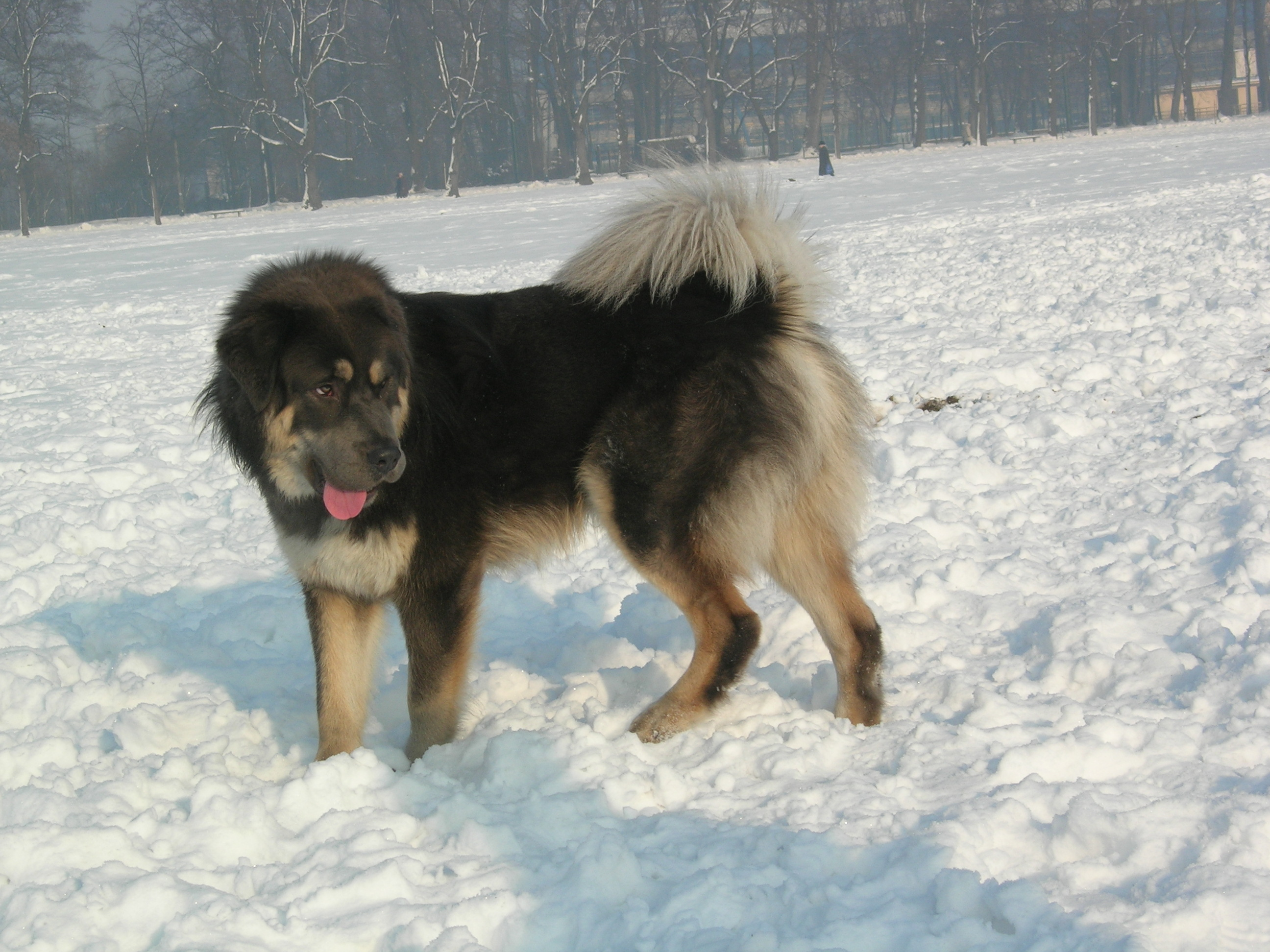
Um mastim tibetano.

Os mastins estão fortemente ligados aos cães guardiões de gado, dos quais provavelmente descendem.[carece de fontes?]

## Etimologia
Do francês antigo mastin ou do provençal mastis, ambos do latim vulgar mansuetinus, que significa manso (doméstico).

## Raças
Mastim é uma classificação na qual enquadram-se diversas raças de cães, tais como:
- Mastim americano;
- Mastim inglês;
- Mastim espanhol;
- Fila brasileiro, ou Mastim brasileiro;
- Mastim tibetano;
- Bulmastife;
- Mastim napolitano;
- Dogue de bordéus, ou Mastim francês;
- Pastor-do-cáucaso, ou Mastim do cáucaso;
- Tosa inu, ou Mastim japonês.